# Лёвен, Ева
Графиня Ева Лёвен (швед. Eva Löwen, полное имя Eva Helena Löwen; 1743—1813) — шведская придворная дама.
Была в числе самых известных личностей эпохи Густавов; её называли «четвертой милостью» вместе с «тремя грациями» при шведском дворе: Ульрика фон Ферзен, Августа Лёвенхильм и Луиза Мейерфельдт.

## Биография
Родилась 15 декабря 1743 года в семье Акселя Лёвена и его жены Евы Хорн (Eva Horn).
В 1764 году Ева вышла замуж за графа Фредрика Риббинга. Она занимала существенное место при дворе и дружила с королевой Луизой Ульрикой. В феврале 1768 года Шарлотта Дю Ри и Ева Лёвен заигрывали с наследным принцем Густавом, который выбрал для дальнейшего общения Шарлотту. Когда он в октябре 1768 года прекратил отношения с Дю Ри, то предложил любовную интригу Еве Лёвен, которая от этого отказалась.
Ева Лёвен работала некоторое время на Францию, являясь одной из подтвержденных персон, которые получали секретные пособия от французской короны в обмен на использование своего влияния для лоббирования интересов Франции в шведской политике. После государственного переворота Густава III 1772 года, которая, по сути, стала победой французских интересов в Швеции, Ева Лёвен была одержима королем и имела платоническую дружбу с монархом. В 1778 году произошёл разрыв между Евой Левен и Густавом III. Ей удалось достичь примирения в 1780 году, а в 1783 году Ева стала вдовой.
В 1788 году её сын — Адольф Риббинг разошёлся с монархом из-за скандальной дуэли с Хансом Хенриком фон Эссеном и стал принадлежать к оппозиции короля. В 1792 году он был в числе участников убийства Густава III и всю оставшуюся жизнь находился в изгнании.
В 1796 году вдовствующая Ева Лёвен вышла замуж за барона Густава Маклина (1744—1804), который был её любовником в течение предыдущих двенадцати лет. Они поселились и жили в поместье Ströms провинции Бохуслен. В 1809 году, после государственного переворота, Адольф Риббинг сумел получить разрешение на посещение Швеции и в последний раз встретился со своей матерью.
Умерла 16 января 1813 года.
Ева Лёвен стала одной из героинь художественного телевизионного фильма «I kungens skugga» (2016), где её роль сыграла Анника Олссон.